# Krasković
Krasković falu Horvátországban Verőce-Drávamente megyében. Közigazgatásilag Csacsincéhez tartozik.

## Fekvése
Verőcétől légvonalban 40, közúton 54 km-re délkeletre, községközpontjától légvonalban 8, közúton 9 km-re délnyugatra Szlavónia középső részén, a Papuk-hegység északi részén fekszik.

## Története
A település a 16.-17. században keletkezett Boszniából érkezett pravoszláv vlachok betelepítésével, akik a környező földeket művelték meg. A térség többi településével együtt 1684-ben szabadult fel a török uralom alól. A lakosság elmenekült. 1698-ban „Kraszkovich” néven 3 családdal szerepel Szlavónia felszabadított településeinek összeírásában. A felszabadítás után előbb kamarai birtok volt, majd 1722-ben III. Károly király a környező falvakkal együtt gróf Cordua d' Alagon Gáspár császári tábornoknak adományozta. 1730-ban Pejácsevich Antal, Miklós és Márk vásárolták meg tőle, majd 1742-ben a raholcai uradalommal együtt a Mihalovics családnak adták el. Ezután a 19. század végéig a Mihalovicsoké volt.
Az első katonai felmérés térképén „Dorf Kraskovics” néven találjuk. Lipszky János 1808-ban Budán kiadott repertóriumában „Krasskovich cum Potochany” néven szerepel. Nagy Lajos 1829-ben kiadott művében „Krasskovich” néven 49 házzal, 282 lakossal találjuk.
1857-ben 275, 1910-ben 463 lakosa volt. 1910-ben a népszámlálás adatai szerint lakosságának 68%-a szerb, 26%-a magyar, 6%-a horvát anyanyelvű volt. Verőce vármegye Nekcsei járásának része volt. Az első világháború után 1918-ban az új szerb-horvát-szlovén állam, majd később (1929-ben) Jugoszlávia része lett. 1991-ben lakosságának 69%-a szerb, 10%-a horvát, 12%-a jugoszláv nemzetiségű volt. A délszláv háború során már 1991 kora őszén szerb ellenőrzés alá került. A szerb felkelő csapatok egyik támaszpontja volt a településen. A horvát csapatok, melyek fő erejét a našicei 132. dandár képezte 1991. december 3-án az Orkan ’91 hadművelet első szakaszában foglalták vissza. A lakosság elmenekült és később is csak néhány idős ember tért vissza. 2011-ben már nem volt állandó lakossága.

## Lakossága
| Lakosság változása | Lakosság változása | Lakosság változása | Lakosság változása | Lakosság változása | Lakosság változása | Lakosság változása | Lakosság változása | Lakosság változása | Lakosság változása | Lakosság változása | Lakosság változása | Lakosság változása | Lakosság változása | Lakosság változása | Lakosság változása |
| ------------------ | ------------------ | ------------------ | ------------------ | ------------------ | ------------------ | ------------------ | ------------------ | ------------------ | ------------------ | ------------------ | ------------------ | ------------------ | ------------------ | ------------------ | ------------------ |
| 1857               | 1869               | 1880               | 1890               | 1900               | 1910               | 1921               | 1931               | 1948               | 1953               | 1961               | 1971               | 1981               | 1991               | 2001               | 2011               |
| 275                | 277                | 265                | 298                | 373                | 463                | 453                | 501                | 422                | 431                | 360                | 242                | 165                | 113                | 13                 | 0                  |